# Marvik
Marvik is een klein dorp in de gemeente Suldal in de provincie Rogaland in Noorwegen. Het dorp ligt aan de zuidkust van het Sandsfjord. Marvik lag vrij geïsoleerd tot 2016. In dat jaar werd een brug over het fjord geopend waardoor de afstand naar het centrum van de gemeente aanzienlijk werd verminderd. Bij het dorp staat een kapel uit 1920.